# Gonäs bergsmansgård

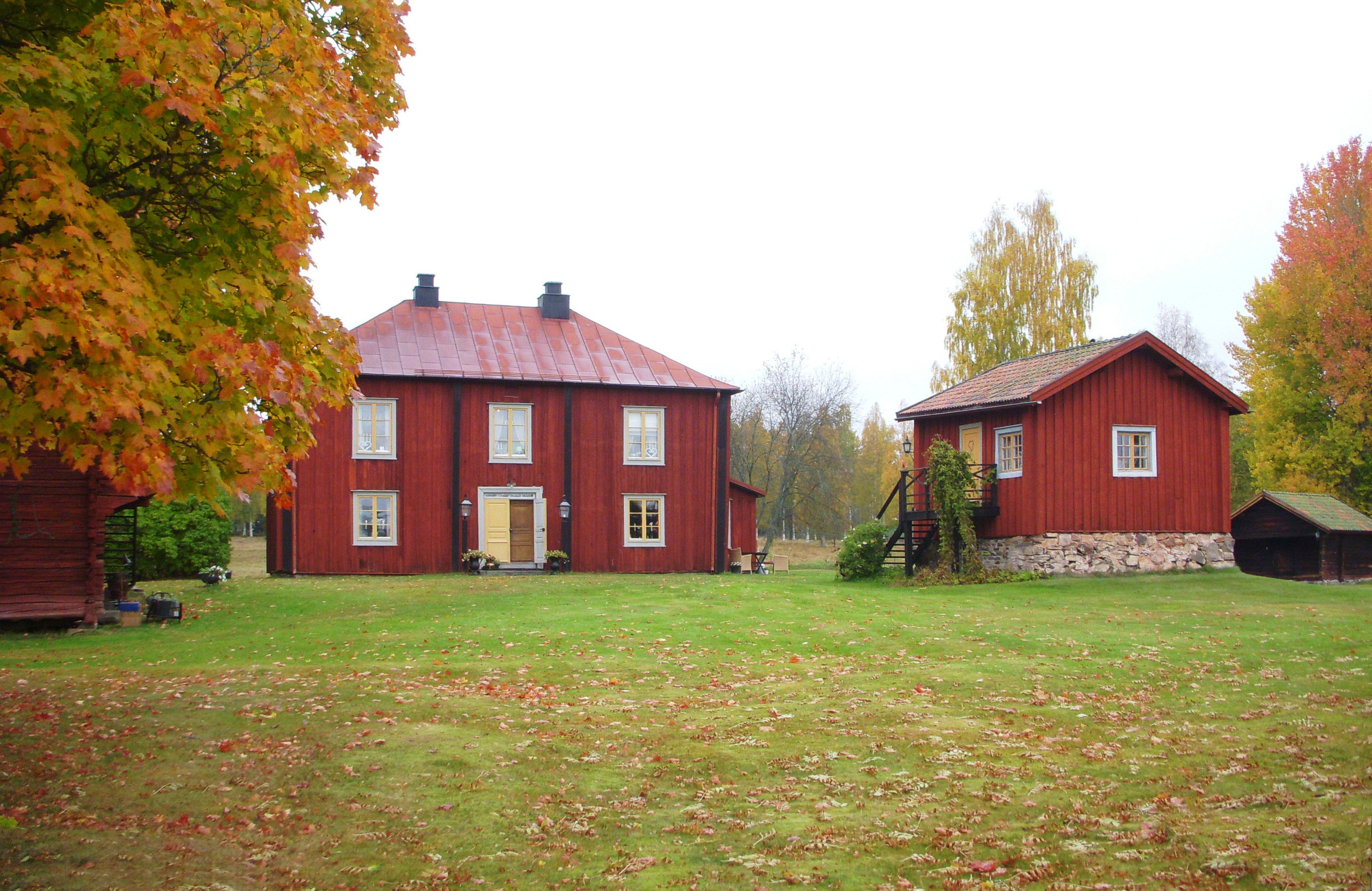
Gonäs bergsmansgård, huvudbyggnad, till höger om den står källarstugan, som var byns första skola, oktober 2013.

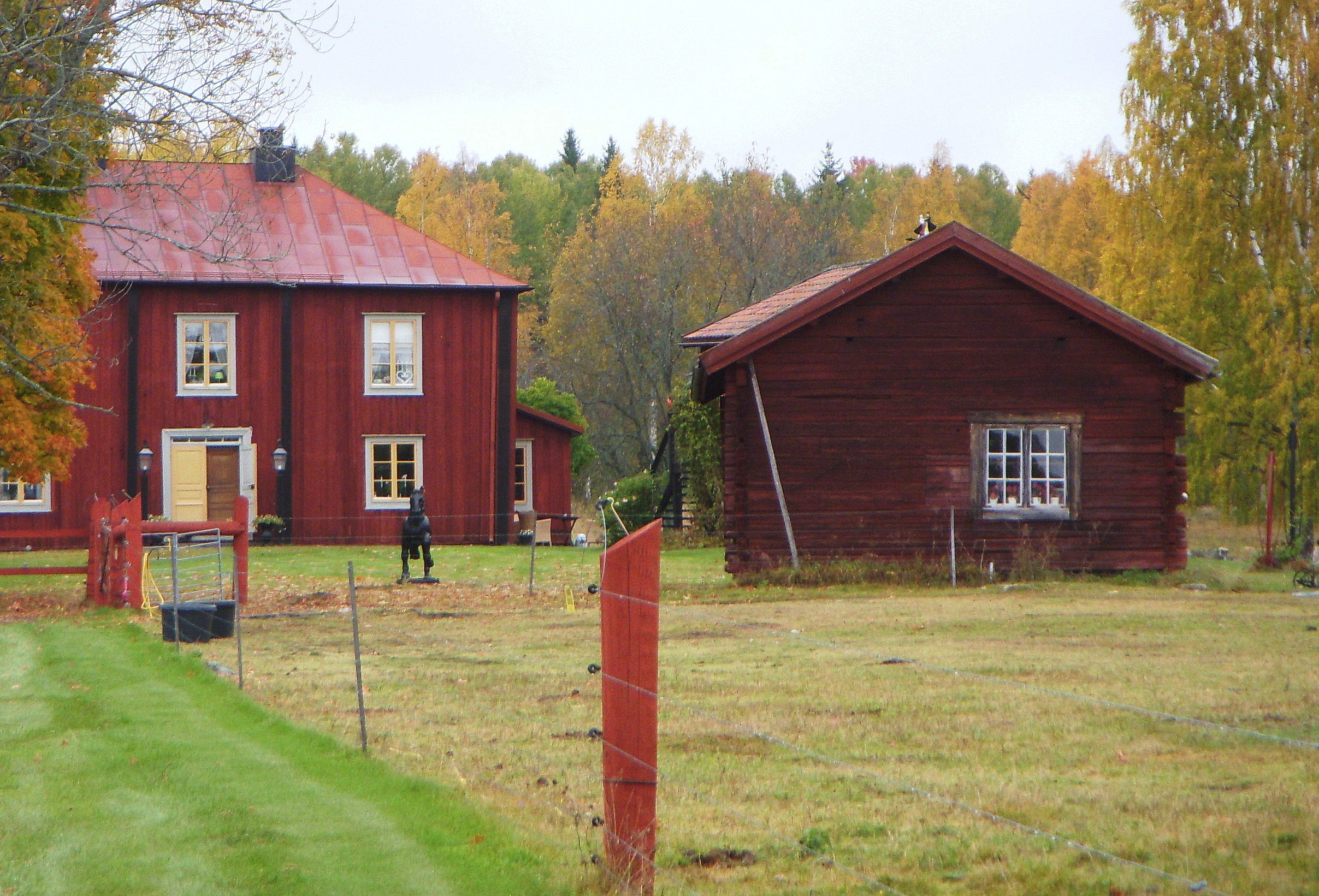
Huvudbyggnaden med tröskhus i förgrunden.

Bergsmansgården i Gonäs är en bergsmansgård belägen i tätorten Gonäs i Ludvika kommun, Dalarnas län. Gården är troligen uppförd vid slutet av 1700-talet och är sedan september 1972 ett byggnadsminne.

## Historik
Gården uppfördes ursprungligen under slutet av 1700-talet av en av de bergsmän som ägde andelar i Gonäs hytta. Gården köptes år 1813 av bergs- och nämndemannen Lars Andersson, som lät bygga nuvarande huvudbyggnad. Hyttan i Gonäs anlades redan 1602 och var en av de sista bergsmanshyttorna när den blåstes ned så sent som 1926.
Mangården är en tvåvånings panelad byggnad under valmat plåttak och målat i falu rödfärg. Den ersatte en tidigare, mindre byggnad på samma plats. Förutom huvudbyggnaden finns sex äldre byggnader: loftbod, källarstuga, tröskhus, ria, smedja och ladugård. Huvudbyggnaden flankeras på södra sidan av en stor loftbod och på andra sidan av en källarstuga med snidad dörr, båda är knuttimrade. Källarstugan härrör från 1700-talet. I den fanns fram till 1863 byns första skola.
Gården är privatägd av samma familj sedan 1986 och renoverades pietetsfullt. År 2012 blev  gården och dess ägare mottagare av Ludvika kommuns ”Årets skönhetspris”.